# Sin vergüenza (film)
Pour l'émission de télévision chilienne, voir Sin vergüenza.
Pour plus de détails, voir Fiche technique et Distribution.
Sin vergüenza est un film espagnol réalisé par Joaquín Oristrell, sorti en 2001.

## Synopsis
Un scénario de film tombe entre les mains d'Isabel par hasard et celle-ci se rend compte que son auteur, Mario Fabra, est son ancien amant et qu'il s'est inspiré de leur histoire.

## Fiche technique
- Titre : Sin vergüenza
- Réalisation : Joaquín Oristrell
- Scénario : Dominic Harari, Joaquín Oristrell, Teresa Pelegri et Cristina Rota
- Musique : José Carlos Gómez
- Photographie : Jaume Peracaula
- Montage : Miguel Ángel Santamaría
- Production : Eduardo Campoy et Gerardo Herrero
- Société de production : Antena 3 Televisión, Creativos Asociados de Radio y Televisión, Ensueño Films, Tornasol Films et Vía Digital
- Pays :  Espagne
- Genre : Comédie dramatique
- Durée : 116 minutes
- Dates de sortie : 
  -  Espagne : 29 juin 2001

## Distribution
- Verónica Forqué : Isabel
- Daniel Giménez Cacho : Mario
- Candela Peña : Cecilia
- Carmen Balagué : Nacha
- Elvira Lindo : Analista
- Jorge Sanz : Alberto
- Rosa Maria Sardà : Ronda
- Dani Martín : Felipe
- Marta Etura : Belén
- Raúl Jiménez : Gregorio
- Nur Al Levi : Koro
- Nacho Casalvaque : Víctor
- Cecilia Freire : Lara
- Pedro Miguel Martínez : la père de Lara
- Pablo Quejido : Ernesto
- Susana Rubio : Cristina
- Pedro Aunión : Chema
- Chema Rodríguez-Calderón : Martin

## Distinctions
Le film a été nommé pour deux prix Goya et a reçu le prix Goya de la meilleure actrice dans un second rôle pour Rosa Maria Sardà.